# Jean Jacques Emmanuel Sédillot
Pour les articles homonymes, voir Sédillot.
Jean Jacques Emmanuel Sédillot, né le 26 avril 1777 à Enghien-Montmorency et mort le 9 août 1832 à Paris, est un orientaliste et astronome français.

## Biographie
Il est le fils d'un notaire apparenté aux chirurgiens Jean et Joseph Sédillot. Il fait partie de la première promotion de École polytechnique, l'une des quatre Écoles de l'an III (1795). Il s'intéresse aux mathématiques et à leurs applications. Il suit parallèlement des cours d'arabe, de persan  et de turc à l'École spéciale des langues orientales instituée pour l'enseignement des langues vivantes orientales. Il suit l'enseignement de Silvestre de Sacy. Il est recruté en 1798 par l'administrateur de l'École Louis-Mathieu Langlès, d'abord comme secrétaire, puis comme professeur-adjoint de turc. Ce poste sera supprimé en 1816 par mesure d'économie, mais il restera secrétaire de cette institution jusqu'à la fin de sa vie. Prenant ses distances avec Langlès, il devient en 1814 adjoint au Bureau des longitudes afin d'étudier l'histoire de l'astronomie chez les Orientaux ; il y seconde Delambre et Laplace dans leurs recherches.
Il est victime à Paris de la deuxième pandémie de choléra (1826-1841).
Il est le père du chirurgien Charles-Emmanuel Sédillot et de l'orientaliste Louis-Pierre-Eugène-Amélie Sédillot.

## Œuvres et publications
- Notice de l'ouvrage intitulé : "Grammaire arabe, à l'usage des élèves de l'École spéciale des langues orientales vivantes" par A.-I. Silvestre de Sacy, Imprimerie impériale (Paris), 1810, in-8° , 13 p., lire en ligne sur Gallica.

- Notice des "Recherches asiatiques", ou Mémoires de la société établie au Bengale, pour faire des recherches sur l'histoire... de l'Asie, traduits de l'anglais, par A. La Beaume,in-8° , 43 p., lire en ligne sur Gallica.

On lui doit également :
- des articles dans le Moniteur (1807, no 219, 220 et 315 ; 1810 no 245) et le Magasin encyclopédique (1812, t. I, p. 175) ;
- la traduction de la partie littéraire des travaux de 1805 de l'Asiatic Society of Calcutta, traduits en français sous le titre de Recherches asiatiques (1807) ;
- la traduction du traité Jâmi' al-mabâdi' wa 'l-ghâyât de l'astronome marocain Abu Ali al-Hasan al-Marrakushi (en) (XIIIe siècle)[2], publiée par son fils Louis-Pierre-Eugène Sédillot sous le titre Traité des instruments astronomiques des Arabes (Paris, Imprimerie nationale, 1834-1835), Texte intégral ;
- la partie relative aux Arabes et Orientaux dans l’Histoire de l'astronomie au Moyen Âge de Delambre (1827).

## Titres et distinctions
- Chevalier de l'ordre royal de la Légion d'honneur le 18 août 1814[3].